# Charlie Brown Jr.

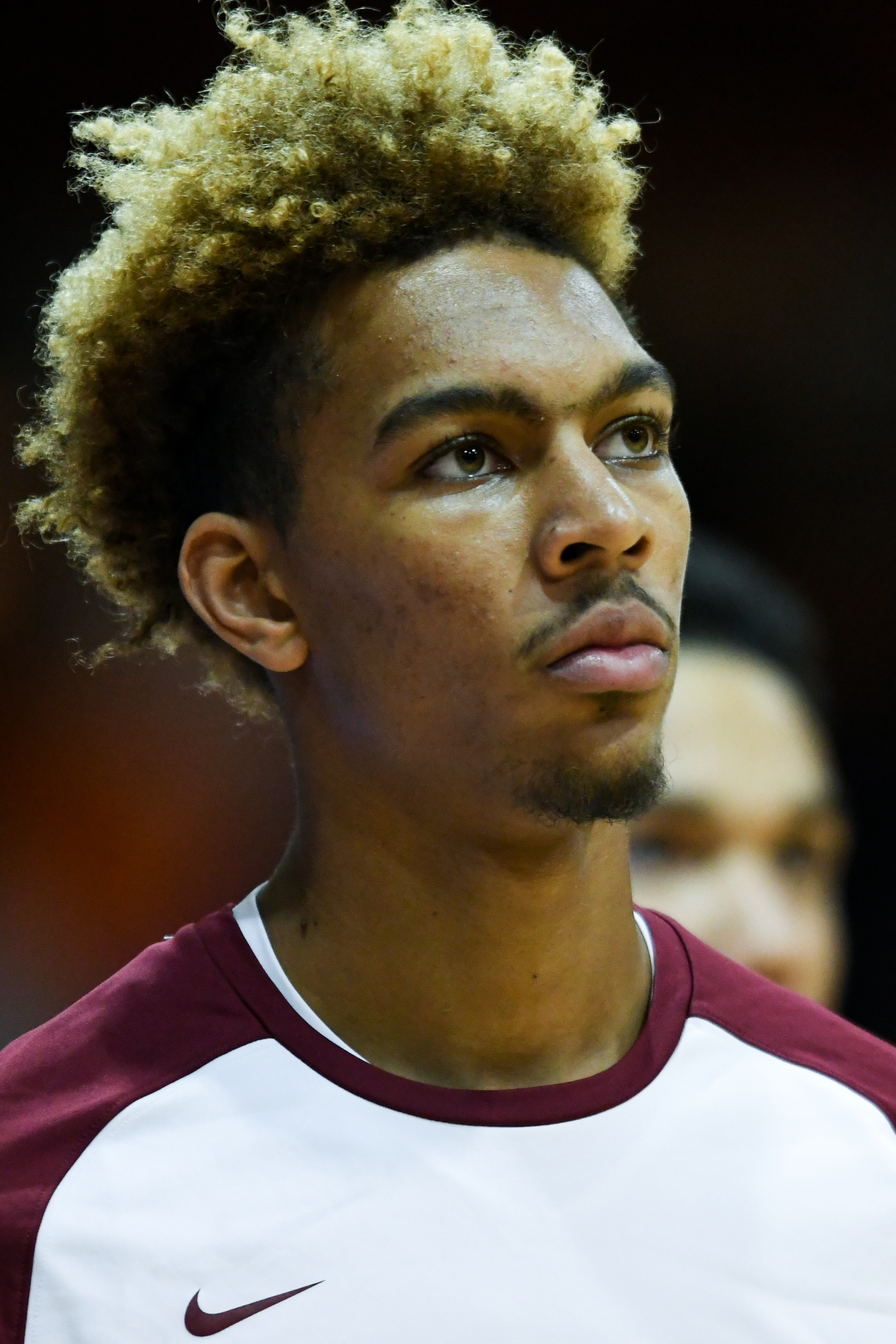
Charlie Brown Jr., 2016.

Charles "Charlie" Brown Jr., född 2 februari 1997 i Philadelphia i Pennsylvania, är en amerikansk professionell basketspelare (SG) som spelar för Charlotte Hornets i National Basketball Association (NBA). Han har tidigare spelat för Atlanta Hawks, Oklahoma City Thunder, Dallas Mavericks, Philadelphia 76ers och New York Knicks.
Brown blev aldrig NBA-draftad.
Innan han blev proffs studerade Brown på Saint Joseph's University och spelade för deras idrottsförening Saint Joseph's Hawks.